# 피로딕티움 옥쿨툼
피로딕티움 옥쿨툼는 피로딕티움속에 속하는 한 종이다.